# Larch Wood (Railway Cutting) Cemetery
 Larch Wood (Railway Cutting) Cemetery is een Britse militaire begraafplaats met gesneuvelden uit de Eerste Wereldoorlog, gelegen in het Belgische dorp Zillebeke, een deelgemeente van Ieper. Ze ligt 800 m ten zuiden van het dorpscentrum. Het ontwerp is van Edwin Lutyens in samenwerking met William Cowlishaw. Het terrein heeft een oppervlakte van 3.652 m² en wordt omgeven door een bakstenen muur. Het onderhoud wordt gedaan door de Commonwealth War Graves Commission. De begraafplaats is bereikbaar via een landweg van 160 m en een spoorwegovergang. Vanaf de ingang loopt er een graspad van 80 m naar het gedeelte met de graven. In de aslijn van dit toegangspad staat aan de zuidwestelijke muur het Cross of Sacrifice en daartegenover de Stone of Remembrance geflankeerd door twee bakstenen schuilhuisjes. 
Er worden 857 doden herdacht waaronder 321 niet geïdentificeerde.

## Geschiedenis
Larch Wood is afgeleid van een lariksbosje dat iets ten zuiden van de begraafplaats lag. In dit gebied werden als schuiloord tunnels gegraven die in 1917 gebruikt werden als hoofdkwartieren en medische posten. De 46th (North Midland) Division en de 1st Dorsets startten de begraafplaats in april 1915. Ze werd gebruikt tot aan het Duitse lenteoffensief in april 1918. Na de wapenstilstand werd de begraafplaats uitgebreid met graven uit de slagvelden rond Ieper en uit Duitse begraafplaatsen elders in het land. Deze waren: America Cross Roads German Cemetery (Wervik), Bruges General Cemetery (Sint-Michiels), Cortemarck German Cemetery No. 1 (Kortemark), Eerneghem German Cemetery (Eernegem), Ghistelles Churchyard (Gistel), Groenenberg German Cemetery (Zandvoorde), Handzaeme German Cemetery (Handzame), Ichteghem German Cemetery (Ichtegem), Leffinghe German Cemetery (Leffinge), Marckhove German Cemetery (Kortemark), Oudenburg Churchyard (Oudenburg), Tenbrielen Communal Cemetery German Extension (Ten Brielen), Thourout German Cemetery No. 2 (Torhout), Vladsloo German Cemetery (Vladslo), Warneton Sud-et-Bas German Cemetery (Waasten), Wervicq Communal Cemetery and Extensions (Wervik), Wijnendaele German Cemetery (Torhout), Zantvoorde German Cemetery (Zandvoorde). Een Frans en een Belgisch graf werden naar andere begraafplaatsen overgebracht.
Er liggen nu 734 Britten (waaronder 299 niet geïdentificeerde), 86 Canadezen (waaronder 10 niet geïdentificeerde), 36 Australiërs (waaronder 12 niet geïdentificeerde) en 1 Duitser begraven. Voor 82 doden werden Special Memorials opgericht omdat hun graven niet meer teruggevonden werden en men vermoedt dat ze onder naamloze grafzerken liggen. Vier andere slachtoffers, die oorspronkelijk in Wervicq Communal Cemetery begraven lagen maar waarvan men de graven ook niet meer terugvond, worden herdacht met een Duhallow Block. Een Brit die in een Duitse begraafplaats lag wordt hier ook herdacht met een Special Memorial waarop volgende tekst werd aangebracht: To the memory of W. H. Giles killed in action and buried by the enemy in Groenenberg German Cemetery but whose grave is now lost.
De begraafplaats werd in 2009 als monument beschermd.

## Graven
- John Eden, luitenant bij de 12th (Prince of Wales's Royal) Lancers, sneuvelde op 17 oktober 1914. Hij was 26 jaar en de oudere broer van de latere Britse Eerste minister Sir Anthony Eden. Ter ere van hem werd door zijn familie in de kerk van Kruiseke (Wervik) een gedenkplaat ingehuldigd.

### Onderscheiden militairen
- Harold John Cunningham, kapitein bij het Bedfordshire Regiment, Bryan Lutellus Lindley, luitenant bij de Royal Air Force, George Strangman Shannon, luitenant bij het Dorsetshire Regiment en A. Stuwart, onderluitenant bij de Northumberland Fusiliers werden onderscheiden met het Military Cross (MC).
- A. Proud, regiment sergeant-majoor bij het West Yorkshire Regiment (Prince of Wales's Own) en J. McKenzie, soldaat bij de Cameron Highlanders ontvingen de Distinguished Conduct Medal (DCM).
- de manschappen T. G. Boughton, F. Liversedge en Victor Henry Maine ontvingen de Military Medal (MM).

### Minderjarige militairen
- de soldaten Alfred G.T. Leaversuch, John Mearns en R. Warren waren slechts 17 jaar toen ze sneuvelden.

### Aliassen
- sergeant William Halliday diende onder het alias W. McKenzie bij de Canadian Infantry.
- soldaat W.A. Amos diende onder het alias J. Palmer bij de Canadian Infantry.
- soldaat W.H. Coy diende onder het alias W.H. Stubbins bij de South Wales Borderers.